# Brânză Penteleu

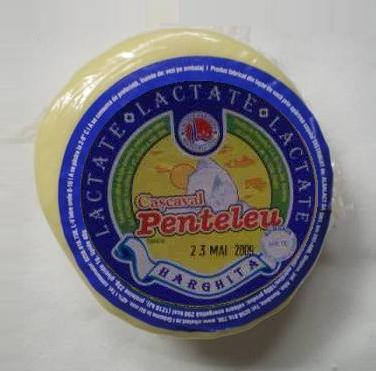
Caşcaval Penteleu

Brânza Penteleu sau cașcavalul Penteleu este o varietate de brânză românească produsă din lapte de oaie, originară din zona Munților Buzăului.